# Greta Gysin
Greta Gysin, née le 6 octobre 1983 à Locarno (originaire de Oltingen), est une personnalité politique du canton du Tessin, membre des Verts.
Elle est conseillère nationale depuis fin 2019.

## Biographie
Greta Gysin naît le 6 octobre 1983 à Locarno, dans le canton du Tessin. Elle est originaire d'Oltingen, dans le canton de Bâle-Campagne. Ses parents viennent de Suisse alémanique. Elle a un frère jumeau et une sœur aînée.
Elle grandit à Rovio, dans le district de Lugano. Elle étudie les sciences politiques, la sociologie et l'histoire à l'Université de Zurich, dont elle sort diplômée en 2011.
Elle occupe d'abord un poste de chef de projet dans le domaine des énergies renouvelables, avant d'être engagée en 2016 par le syndicat des services publics Transfair. Elle quitte ce dernier emploi fin 2019 après son élection au Conseil national.
Elle est célibataire et mère de trois enfants.

## Parcours politique
Elle est la fondatrice de la section tessinoise des Jeunes verts et la coordinatrice des Jeunes verts suisses de 2009 à 2011.
Elle est élue à l'âge de 21 ans au Conseil communal (législatif) de Rovio, alors qu'elle figurait sur la liste « juste » à la demande d'un voisin. Trois ans plus tard, elle est élue au Grand Conseil du canton du Tessin, où elle siège du 2 mai 2007 au 17 mai 2015.
En octobre 2019, elle devient le premier représentant des Verts tessinois élu au Conseil national. Elle est candidate malheureuse au Conseil des États en octobre 2023, où elle termine en quatrième position au second tour ; elle est en revanche réélue au Conseil national. Elle est membre de la Commission des institutions politiques (CIP), qu'elle préside à partir de fin 2023, et préside la délégation pour les relations avec le parlement italien depuis fin 2021.

### Positionnement politique
Ses thèmes de prédilection sont l'environnement, l'égalité des sexes et la protection du marché du travail.